# Antiparlementarisme
Antiparlementarisme kan worden omschreven als de politieke opinie die zich richt tegen de representatieve, parlementaire democratie.
De kritiek tegen dit systeem kan vanuit verschillende hoeken komen: 
Zo is er het verwijt dat de parlementaire democratie geen echte, zuivere democratie is, want het volk regeert niet echt. Het volk kan enkel om de x-aantal jaren een beperkte keuze maken over wie de volgende jaren het land mag regeren, heeft ondertussen geen directe invloed op de parlementariërs en doet hierdoor ook (tijdelijk) afstand van de macht.  Deze kritiek komt vooral uit anarchistische hoek en kan in verband worden gebracht met directe democratie.
Maar sommigen zijn ook antiparlementair omdat ze hierin een teveel aan democratie zien. In feite is dit  antiparlementarisme eerder antidemocratisch en komt voor in totalitaire, autocratische en dictatoriale systemen en dergelijke.